# Serguéi Tarakánov
Serguéi Tarakánov (en ruso:   Сергей Николаевич Тараканов) (nacido el 25 de abril de 1958 en Lodéinoye Pole, Rusia) es un exjugador soviético de baloncesto, director de la selección de Rusia de baloncesto entre 2007 y 2008, y comentarista deportivo. Consiguió nueve medallas en competiciones internacionales con la Unión Soviética, entre ellas la medalla de oro en los Juegos Olímpicos de 1988 y recibió el título de Maestro de Deportes de la URSS e Internacional.  

## Trayectoria
- 1975-1979: Spartak de Leningrado
- 1979-1990: CSKA Moscú
- 1990-1991: EnBW Ludwigsburg
- 1991-1992: Liege Basket

Su carrera deportiva empezó en Krasnoyarsk (Siberia), siendo reclutado en 1975 por el Spartak de Leningrado, un equipo de la primera división soviética entrenado por Vladimir Kondrashin. A lo largo de las próximas temporadas el entonces seleccionador nacional Aleksandr Gomelsky se fijó en él, debutando oficialmente con la selección en el EuroBasket de 1979, y fichando por el CSKA de Moscú en la temporada 1979/80. Su carrera tanto en la selección y en el CSKA se alargaría hasta finales de la década de los ochenta. Ya en los últimos años de su carrera, disputó una temporada en el Ludwigsburg y otra en el club belga Liege Basket, país en el que se asentaría por un tiempo tras retirarse del deporte profesional.